# Loriculus catamene
Loriculus catamene là một loài chim trong họ Psittacidae.